# Athyroglossa flaviventris
Athyroglossa flaviventris är en tvåvingeart som först beskrevs av Johann Wilhelm Meigen 1830.  Athyroglossa flaviventris ingår i släktet Athyroglossa och familjen vattenflugor. Inga underarter finns listade i Catalogue of Life.